# Frtalja
Frtalja je slovenska narodna jajčna jed, ki izvira iz Furlanije, pod tem imenom poznana predvsem v primorski kuhinji. Drugod po Sloveniji je poznana pod imenom omleta, palačinka ali šmorn, čeprav se bistveno razlikuje od vseh treh. Omlete ali palačinke morajo biti namreč čim tanjše in namazane,  šmorn pa se predstavi kot zdrobljen aglomerat, a pri obeh masa navadno ne vsebuje zelišč; frtalja ima končno obliko torte, visoke tudi preko 3 cm, v testo pa so vmešana zelišča, zelenjava ali suho meso (narezana klobasa ali pršut).
Frtaljo naredimo iz stepenih jajc, moke in različnih zelišč ter različnih dodatkov. Lahko je soljena ali sladkana, odvisno od ostalih sestavin. Pri frtaljah je pomembno, da prevladujejo zelišča, moka in jajce sta le vezivo. Potrebno je tudi, da so zelišča čim bolj sveža. Ko zmešamo sestavine, spečemo frtaljo v visoki ponvi, v kateri smo predhodno razgreli maščobo (po navadi mast ali olje). Frtaljo je potrebno obračati med peko, da dobi značilen zlatorumen videz. Dobra frtalja mora imeti končno debelino vsaj enega centimetra. 
Včasih je bila frtalja nekako obvezna jed ob prazniku za 1. maj (v krajih Volčji Grad, Temnica), kar se poveže z vražo, da prva frtalja odganja modrase. Prva frtalja je bila po navadi narejena s koromačem.
Frtalje danes predstavljajo del lahke gostinske ponudbe, ker so hitro pripravljene, sočne, okusne in raznolike glede okusa. Postreže se jo lahko ob vseh priložnostih, kot predjed poleg narezka, lahko pa tudi kot samostojno glavno jed z omako ali kot prikuho poleg pečenk. Najpogosteje pride v poštev kot izdatna malica ali kot popotnica na daljših izletih in pohodih.